# Aulanko
Aulanko est un quartier d'Hämeenlinna en Finlande.

## Présentation
Aulanko est connu pour son parc forestier. Le parc abrite une réserve naturelle ainsi que divers espaces de loisirs.
Aulanko abrite, entre autres, l'hôtel balnéaire d'Aulanko, un restaurant, le manoir de Katajisto, deux terrains de golf, le château d'Aulanko, la tour d'observation d'Aulanko, un centre équestre et un camping.

## L'histoire
L'histoire d'Aulanko sous sa forme moderne a commencé dans le Grand-Duché de Finlande en 1883. Le capitaine Hugo Standertskjöld, qui devint plus tard colonel, acheta le domaine de Karlberg, situé sur les rives du lac Vanajavesi, au général de division Georg Eberhard Galindo, qui, comme Standertskjöld, avait servi dans l'Empire russe.
Cette transaction marqua un changement significatif dans la propriété foncière et fut largement rapportée dans les journaux locaux. L'ancien propriétaire de Karlberg, un ami de Standertskjöld, avait déménagé en Russie et souhaitait se débarrasser de son domaine à Häme. Standertskjöld avait l'intention d'acquérir une résidence d'été. Sa résidence d'hiver était construite à Helsinki, au Nord Esplanade 3, à côté du Palais impérial. Aulanko se trouvait à seulement quelques kilomètres de la gare ferroviaire de Hämeenlinna, facilitant ainsi les voyages en train entre Helsinki et Hämeenlinna. Le colonel lui-même venait de Janakkala à Häme, situé au sud d'Aulanko. Le domaine de Vanantaan, situé le long du même cours d'eau, était son lieu de naissance. Standertskjöld initia d'importants travaux de construction visant non seulement les bâtiments mais aussi la nature environnante. Un parc fut créé près des bâtiments, et un parc forestier fut aménagé entre la colline d'Aulanko et les bâtiments.
Le bâtiment principal fut construit en agrandissant et en modifiant l'ancien bâtiment principal de Karlberg, qui se situe à l'emplacement de l'actuel hôtel. Architectoniquement, le bâtiment principal était conçu dans le style néo-baroque français. Ce même style architectural peut encore être admiré dans l'aile dite des cavaliers, qu'il construisit comme maison d'hôtes.
Le bâtiment principal était décoré d'agaves et de lauriers. Le parc était planté de palmiers, de cactus et de fleurs. Les semis et les plantes provenaient de Russie. Des cyprès, des cèdres, des pins sibériens, des chênes, des aulnes et des pins nains poussaient près du bâtiment principal. Des peupliers argentés étaient plantés le long des rives du lac Vanajavesi. Des sculptures étaient installées le long de la berge. Des coquillages rougeâtres bordaient les chemins du parc. De grandes boules en verre émergeaient du tapis d'herbe.

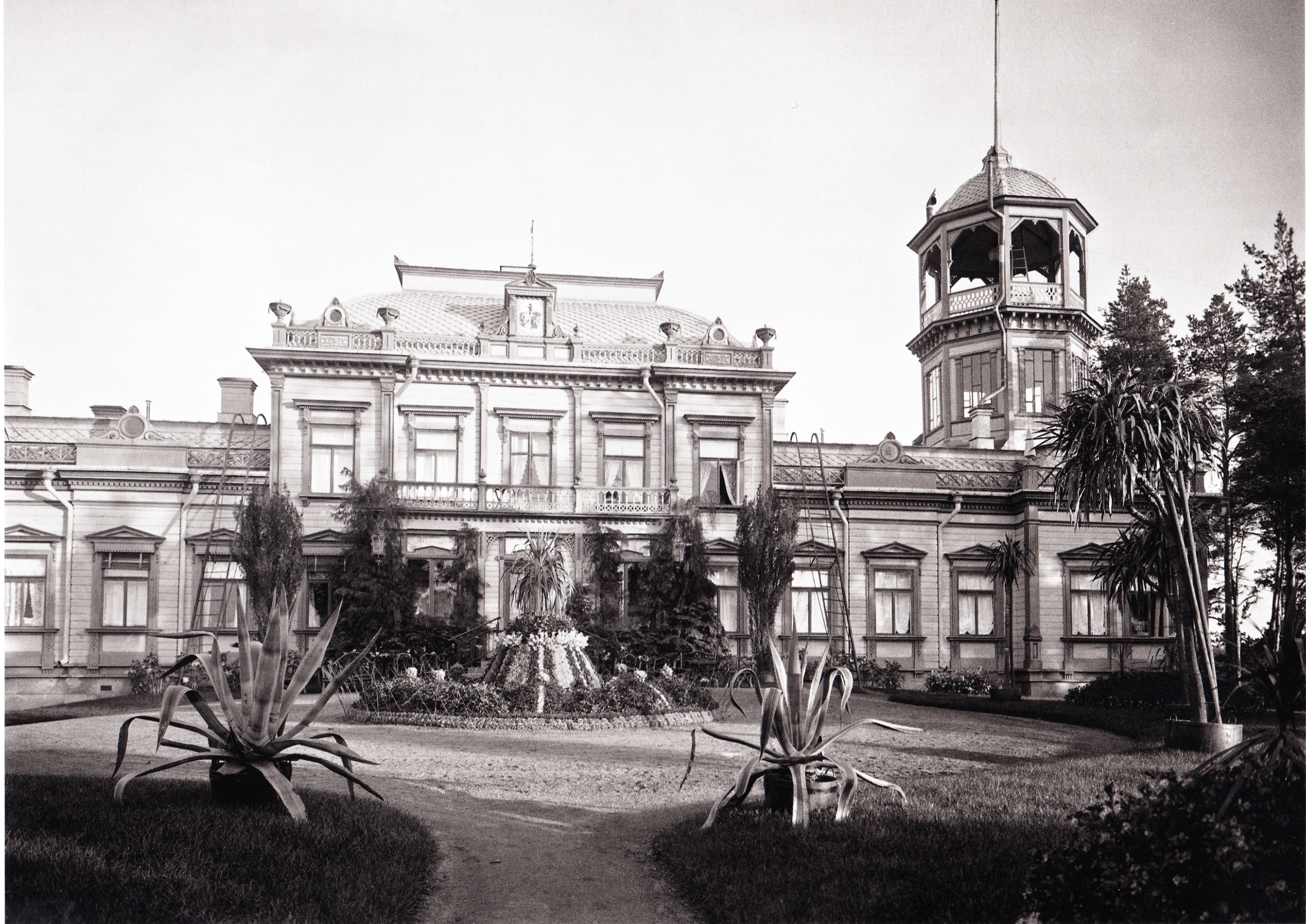
Carte de Karlberg.

De 1883 à 1938, un parc de style anglais fut créé à Aulanko. La zone actuelle de la réserve naturelle comprenait deux grandes marais, dont le colonel Standertskjold ordonna la construction de bassins artificiels appelés Juotsenlampi (lac des cygnes) et Metsalami (lac forestier). Ces bassins possédaient également des îles artificielles, bien qu'elles ne soient utilisées que par les oiseaux. Deux îles artificielles pour les habitants locaux et les visiteurs furent construites à la place sur le lac Vanajavesi. Tous ces aménagements nécessitèrent jusqu'à 250 travailleurs à la fois, ainsi que de nombreux chemins carrossables et sentiers pédestres avec les plantations nécessaires. Au total, environ 14 kilomètres de nouvelles routes furent construits.

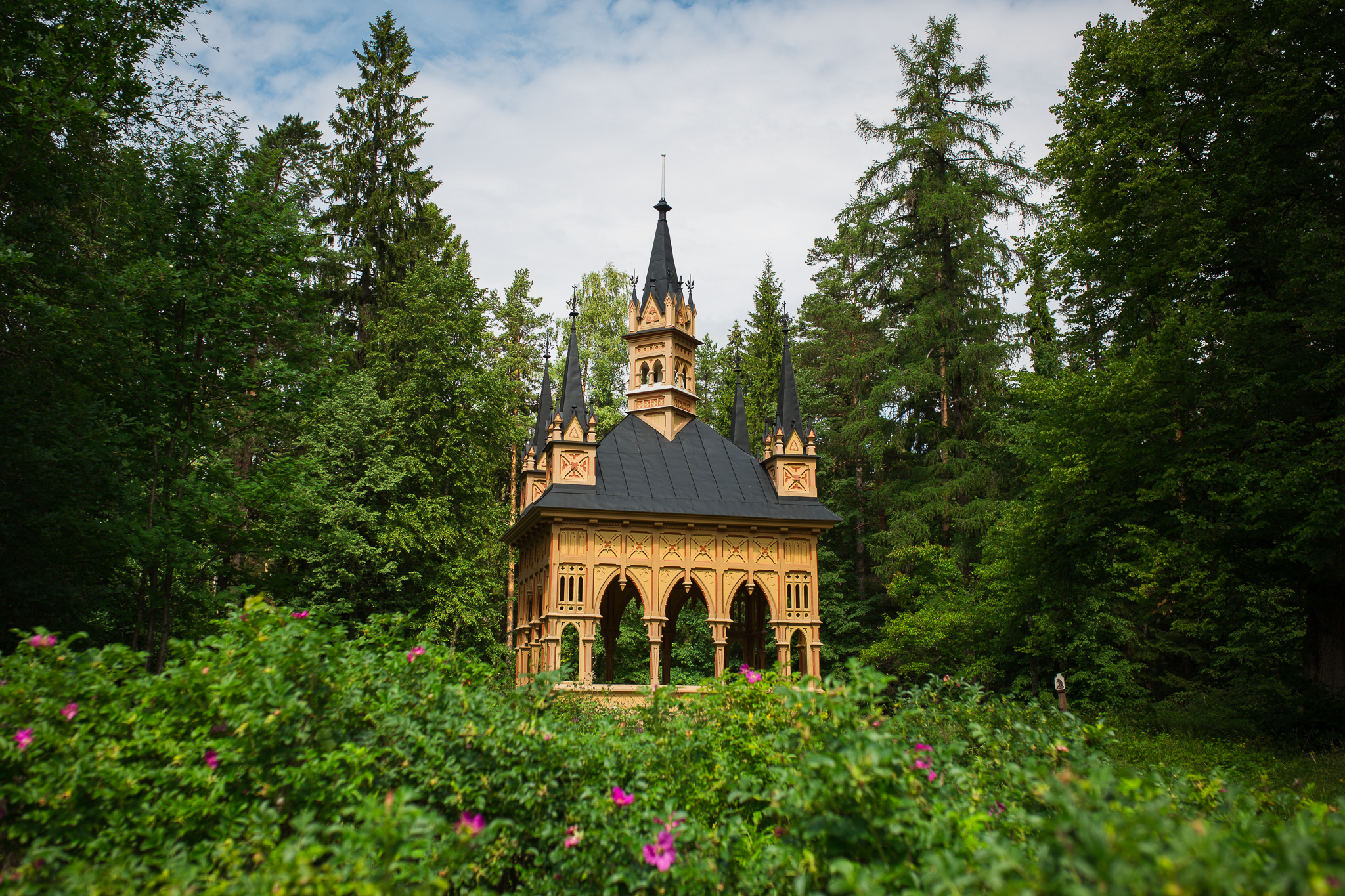
Temple des roses.

L'agriculture joua également un rôle dans les activités de la résidence d'été, bien que le colonel pratiquât l'agriculture ailleurs. À Aulanko, des fruits et légumes étaient cultivés dans un jardin qui comprenait également plusieurs serres chauffées. Selon le journaliste, écrivain et diplomate Lauri Hannikainen, le jardin en 1912 comptait douze chambres différentes pour les plantes et fruits tels que raisins, abricots, prunes, ananas, cerises, figues, pommes et poires. Des pêches, des nectarines et plusieurs variétés de baies étaient également cultivées à Aulanko. Hannikainen nota qu'il y avait plus d'un millier de plates-bandes pour semis et deux cents fenêtres pour les plates-bandes légumières. Chaque printemps, plus de 100 000 semis floraux étaient cultivés dans les serres. La superficie du jardin couvrait plusieurs hectares.
Aulanko possédait sa propre pisciculture, qui était la première en Finlande. La pisciculture élevait du saumon, du sandre, de la truite arc-en-ciel, du poisson blanc et de la truite brune.

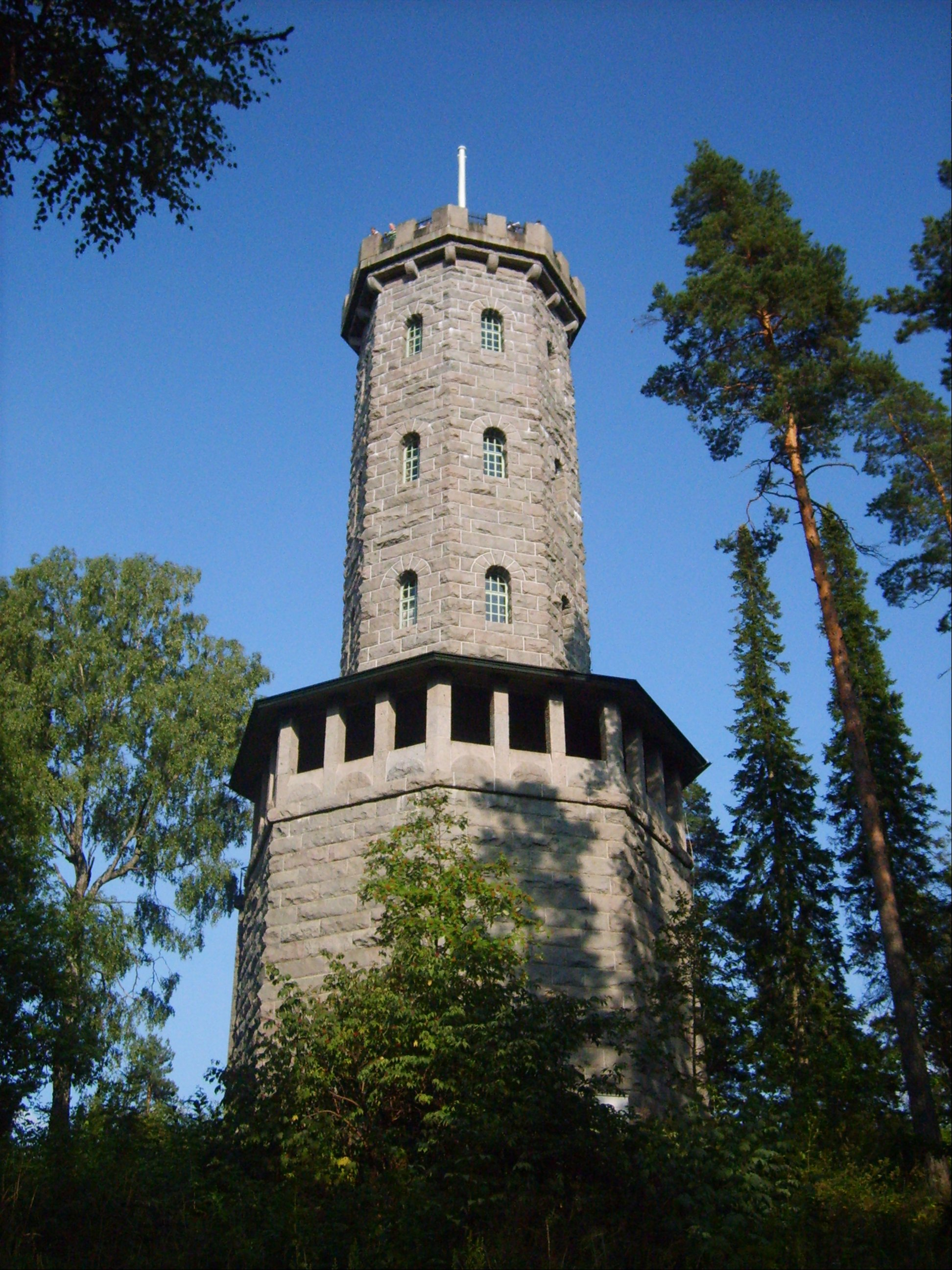
Tour d'observation d'Aulanko.

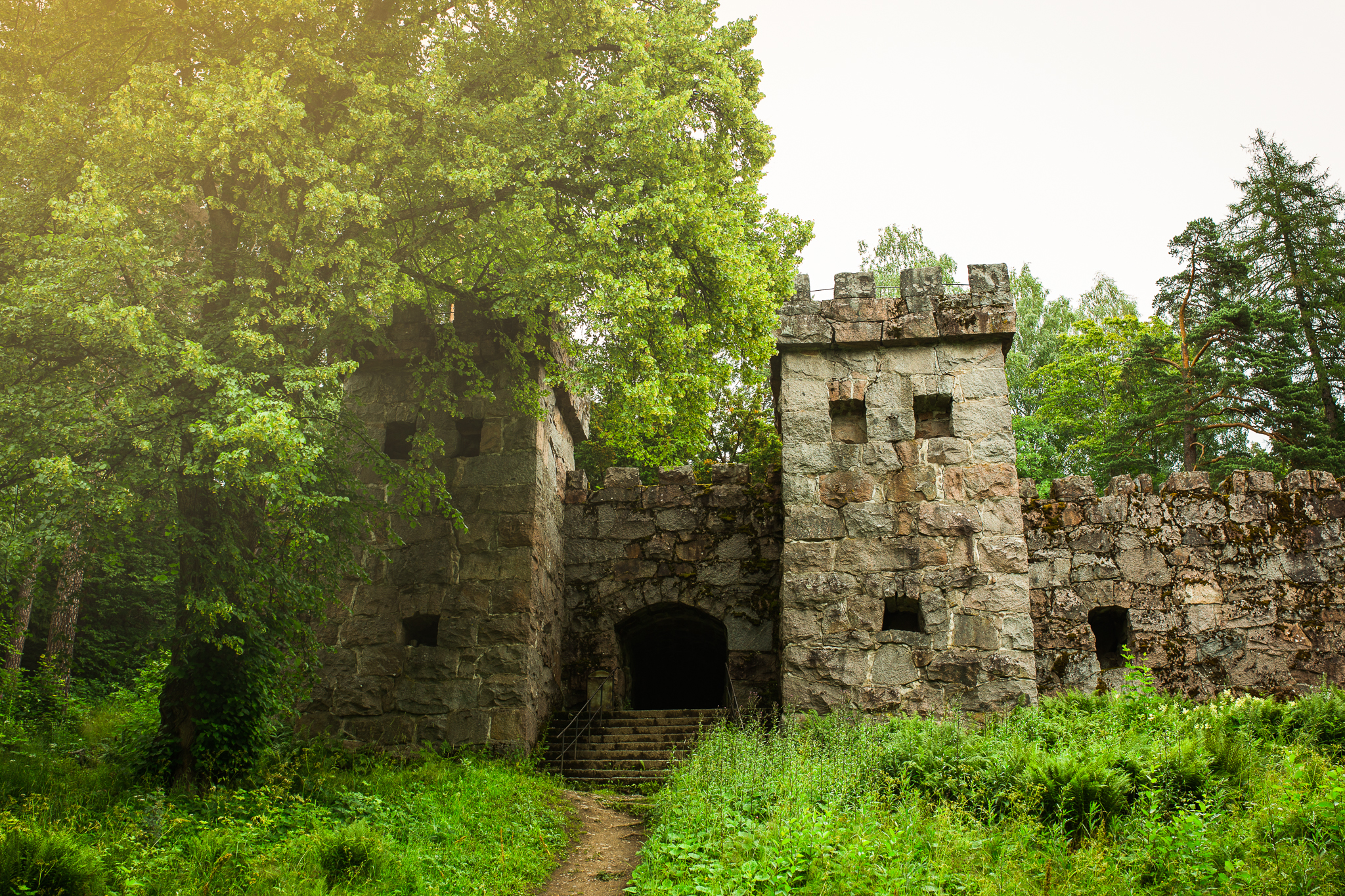
Château de granit.

Le colonel Standertskjöld était particulièrement friand des maçonneries ; il y a beaucoup de murs en pierre et de terrasses dans la région. De plus, une forteresse en granit fut construite à Aulanko pour donner l'impression qu'un ancien château d'Aulanko avait autrefois existé ici. Cependant, les plus grands travaux en pierre eurent lieu sur la colline d'Aulangonvuori, où les anciennes défenses primitives avaient été dégagées. En 1907, une tour d'observation en granit haute de 33 mètres conçue par l'architecte Waldemar Aspelin fut construite sur la colline. Depuis la base de la tour, un escalier raide composé de 322 marches en pierre descend vers ce qu'on appelle la "Caverne aux ours", contenant la sculpture "Les Ours", représentant une famille d'ours par Robert Stiegel.
Des structures légères furent également construites dans le parc d'Aulanko : divers pavillons et temples. Ils offraient un lieu aux invités du colonel pour se promener ou se détendre tout en profitant de rafraîchissements. Certains de ces pavillons et temples existent encore ; cependant, beaucoup des structures en bois sont tombées en ruine avant que les générations suivantes ne reconnaissent leur valeur. Ces structures du parc inspirèrent un jeune étudiant du lycée d'Hämeenlinna, Eino Leino, à écrire son poème "Kelloni onni onnen kätkeköön", inspiré par le Temple du Bonheur à Aulanko.

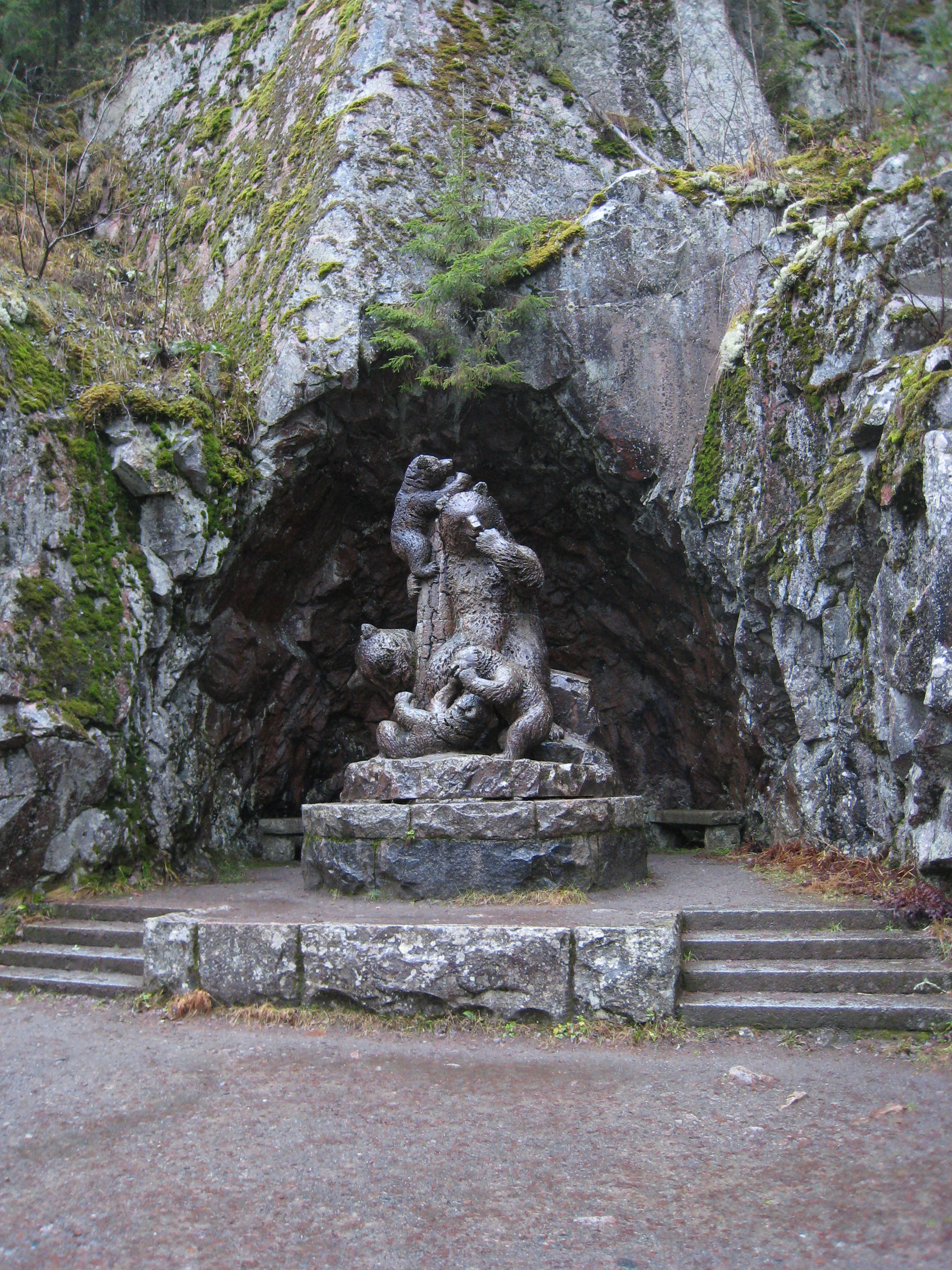
Statues d'ours à Aulanko.

Aulanko abritait le premier zoo de Finlande. Il y a cent ans, il y avait deux zoos avec une variété d'animaux : cerfs, faisans et paons. Des bouquetins, cerfs rouges et sika furent amenés de Hambourg à Aulanko. Des cygnes noirs furent importés d'Australie. Des canards indiens étaient également présents à Aulanko. Le paon suscitait beaucoup d'émerveillement. Pendant la Première Guerre mondiale, les faisans d'Aulanko furent relâchés dans la nature ; la population sauvage de faisans en Finlande trouve son origine à Aulanko.
Le colonel Standertskjöld était connu pour son amour des célébrations somptueuses ; Aulanko devint un lieu célèbre pour des événements mondains. Lors des festivités d'Ivan Kupala, le gramophone diffusait des chansons du ténor italien Enrico Caruso et de la soprano australienne Nellie Melba. Les invités étaient transportés par des voitures tirées par des chevaux depuis la gare ferroviaire d'Hämeenlinna ; les conducteurs portaient des uniformes. Le château en granit possédait un petit canon pour tirer des salves en l'honneur des invités d'honneur. Un orchestre musical accueillait une grande foule d'invités ; parfois le nombre participants atteignait jusqu'à mille personnes lors certains événements. Pendant le dîner, sept à dix plats étaient servis ; des feux d'artifice, des étincelles et des lanternes colorées illuminaient les festivités ; des invités reconnaissants portaient le colonel autour du parc sur une chaise dorée ; plus de 700 bouteilles de champagne furent bues pendant la célébration.

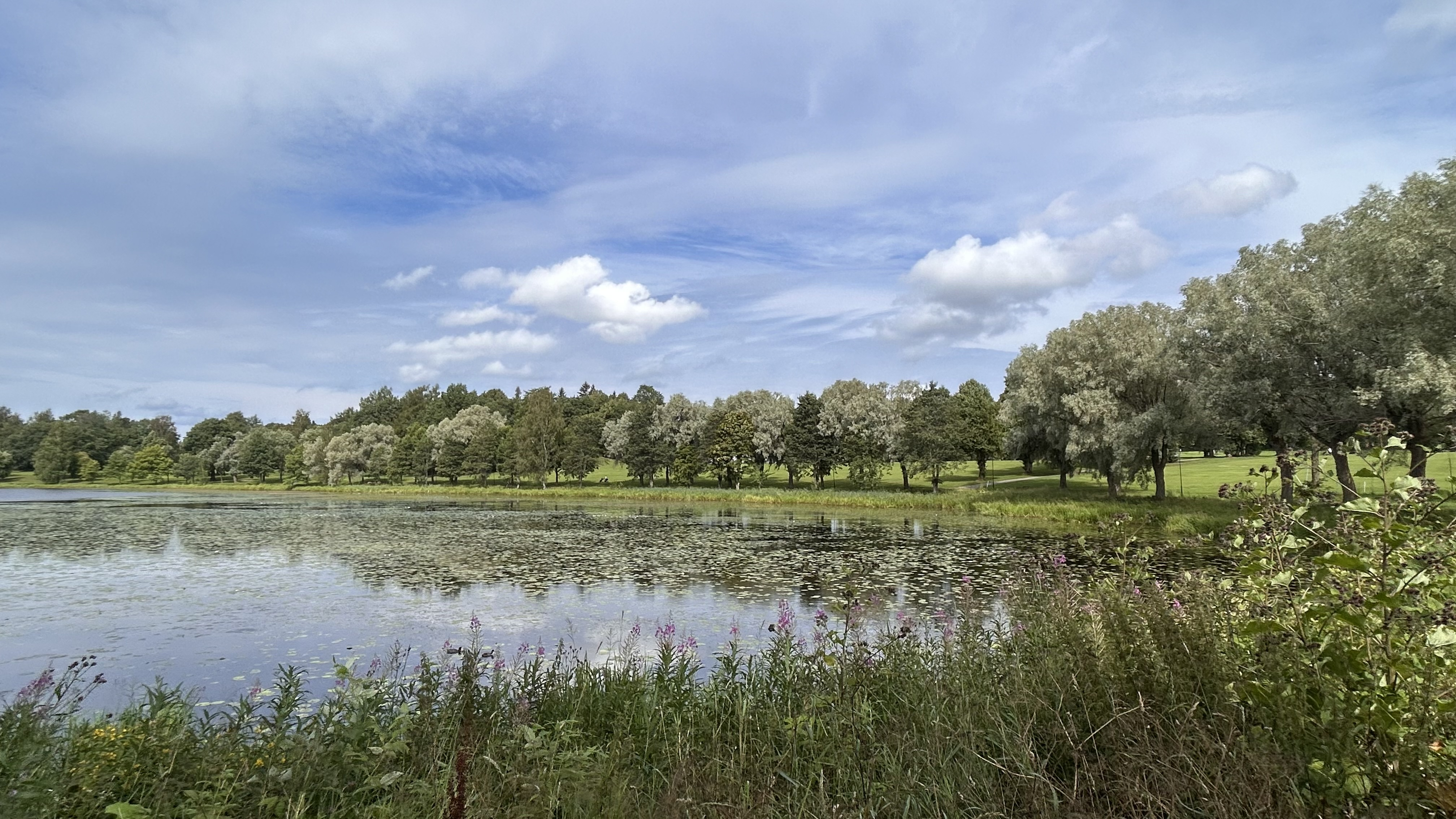
Le jardin paysager anglais à Aulanko.

Aulanko devint le foyer du premier gramophone en Finlande ; le colonel possédait une collection remarquablement étendue d'enregistrements de son époque avec des œuvres de Caruso, Melba, Mattia Battistini, Adelina Patti et Luisa Tetrazini.
La première Rolls-Royce finlandaise fut amenée à Aulanko ; le colonel possédait également un cabriolet Mercedes-Benz.
Le manoir Karlberg représentait l'apogée de la culture foncière noble ; il était décrit comme le Versailles finlandais car il surpassait tout ce qui avait été réalisé en Finlande à l'époque en termes qualité d'exécution et richesse.
Standertskjold était l'un des hommes les plus riches de Finlande.
En vieillissant , voyager vers Aulanko devint progressivement difficile ; n'ayant pas de famille , il décida de quitter Aulanko ; des questions complexes liées à l'héritage jouèrent également un rôle : le colonel n'était pas marié et n'avait pas d'enfants; Standertskjöld passa sa dernière saison estivale à Aulanko en 1926.

## Galerie

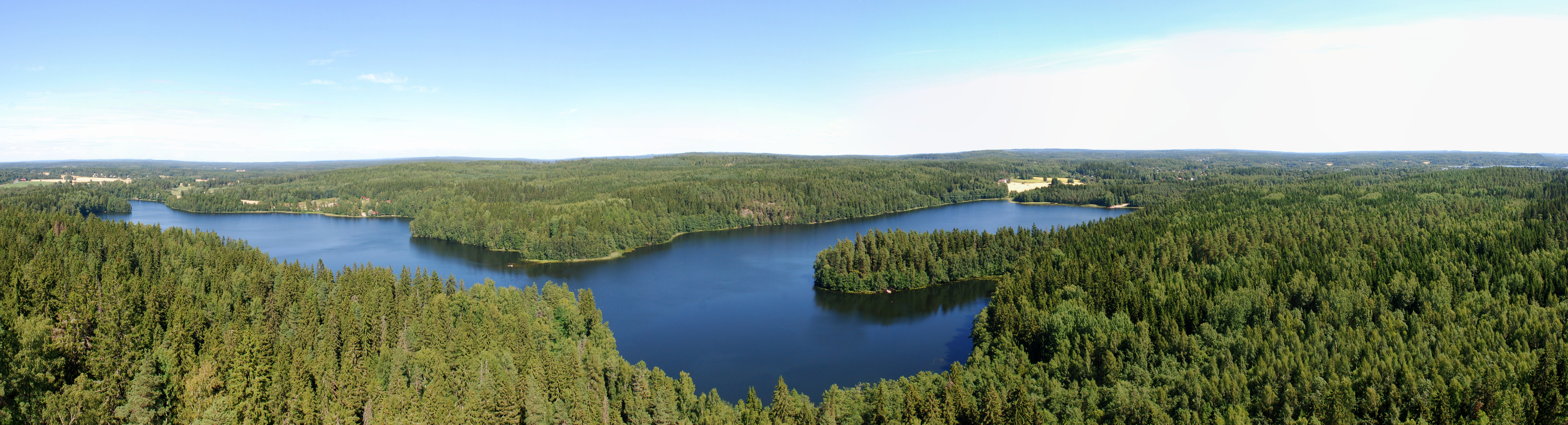
Le lac Aulangonjärvi.